# يوريس لايوندايك
يوريس لينديك (بالهولندية: Joris Luyendijk)‏ (تنطق بالهولندية: [ joːrɪs lœyənˌdɛik]؛ ولد 30 ديسمبر 1971) هو مؤلف هولندي غير روائي، مراسل، ومذيع برامج حوارية.

## سيرة ذاتية
ولد يوريس لينديك يوم 30 ديسمبر عام 1971 في أمستردام بهولندا. عاش في هيلفرسوم من سن الخامسة. [بحاجة لمصدر]
درس لينديك في كانساس، أمستردام، والقاهرة. حصل على درجة الماجستير في القاهرة. كتابه الأول الرجل الطيب أحيانأً يضرب زوجته Een goede man slaat soms zijn vrouw 1998) وهي عن المجتمع المصري بعيون أجنبي.
وأصبح في نهاية المطاف مراسل لبعض المؤسسات الإعلامية الهولندية المختلفة في الشرق الأوسط لعدد من السنوات. وكان يعيش في مصر، لبنان، والضفة الغربية وقطاع غزة. كما قام بعمل مراسل في حرب العراق بالعراق. كتابه (إنهم مجرد ناس Het zijn net mensen) هو تقرير عن تجاربه كمراسل صحفي في منطقة الشرق الأوسط، وسرعان ما أصبح هذا الكتاب من أكثر الكتب مبيعاً في هولندا. ومنذ ذلك الحين تم ترجمة الكتاب ونشره في الدنمارك، ألمانيا، المجر، إيطاليا، أستراليا والولايات المتحدة وفرنسا وسلوفينيا. وعنوانه باللغة الإنجليزية هو: صالح للطبع (أستراليا)، مرحباً، الجميع! (المملكة المتحدة) أو أناس مثلنا الولايات المتحدة.
في أناس مثلنا (الولايات المتحدة) يحكي لايوندايك قصة السنوات الخمس التي قضاها كمراسل في الشرق الأوسط. ويروي خبرات مباشرة من الدكتاتورية والاحتلال والإرهاب، والحرب. ويلقي الضوء في قصصه على عدد من الأزمات الكبرى، من حرب العراق للصراع الإسرائيلي الفلسطيني، جنباً إلى جنب مع قضايا أقل مثل القاصرات اليتامى، وجامعوا القمامة في القاهرة. وكلما شاهد كلما زاد عدم فهمه، وأصبح على وعي متزايد بالفجوة المتسعة بين ما شاهده على أرض الواقع وما تردد في وسائل الإعلام في وقت لاحق.

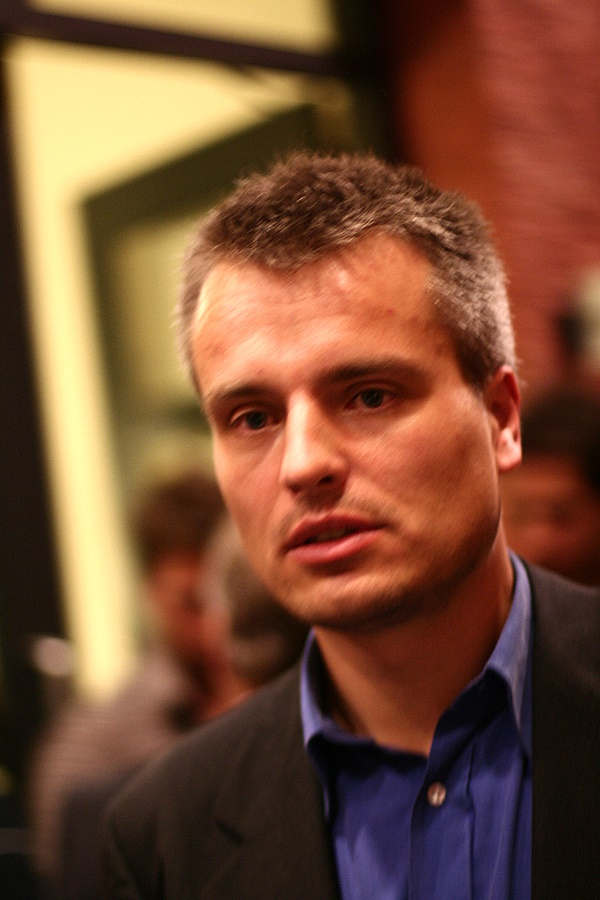
يوريس لايوندايك عام 2006

ومنذ عام 2006 استقر يوريس لايوندايك في أمستردام. وفي صيف عام 2006 و2007 أجرى عدداً من المقابلات للبرنامج الحواري (ضيوف الصيف Zomergasten) على قناة VPRO. وفي يناير 2010 تولى منصب «رئيس ليوناردو» بجامعة تيلبورخ، ويدرس مادة «الصحافة في القرن 21». [بحاجة لمصدر]. درس لايوندايك العربية في أمستردام والقاهرة، على الرغم من أنه لا يتكلم اللغة بطلاقة. [بحاجة لمصدر]
في سبتمبر 2010 طلب من يوريس لايوندايك أن يغطي البرلمان الهولندي والحكومة في لاهاي لمدة شهر، مما أسفر عن كتاب عن السياسة الهولندية، بعنوان ".....Je hebt het niet van mij, maar" ("أنت لم تسمعها مني ولكن...'). واعتباراً من عام 2011 استقر لايوندايك في لندن حيث عمل لحساب جريدة الغارديان. وفي مدونته Joris Luyendijk banking blog قدم منظوراً أنثروبولوجياً عن العالم المالي. وفي الصحف الهولندية آر سي هاندلسبلاد ودي ستاندارد يعلق لايوندايك أسبوعياً على حياته في مدينة لندن.

## مؤلفاته
- 1998: Een goede man slaat soms zijn vrouw (الرجل الطيب أحياناً يضرب زوجته)
- 2001: Een tipje van de sluier. Islam voor beginners (معلومات عن الحجاب، الإسلام للمبتدئين)
- 2006: Het zijn net mensen. Beelden uit het Midden-Oosten (إنهم مجرد ناس. صور من الشرق الأوسط)، ترجمت إلى الإنجليزية بعنوان أناس مثلنا: تشويه الشرق الأوسط (المملكة المتحدة، 2009)، صالح للنشر: تشويه الشرق الأوسط (أستراليا، 2009)، وأهلاً بالجميع!: بحث صحفي من أجل الحقيقة في الشرق الأوسط (الولايات المتحدة، 2010)
- 2008: Het maakbare nieuws. Antwoord op Joris Luyendijk (الأخبار المفبركة. إجابة ليوريس لايوندايك) (إسهام)
- 2010: Je hebt het niet van mij, maar... Een maand aan het binnenhof (إنك لم تسمعها مني، لكن... شهر في بيننهوف)
- 2015: Dit kan niet waar zijn (لا يمكن أن يكون ذلك حقيقياً)